# 메리 잭슨
메리 잭슨(Mary Jackson, 1910년 11월 22일 ~ 2005년 12월 10일)은 미국의 배우이다.

## 생애
잭슨은 1910년 11월 22일 미시간주 밀포드에서 태어났다. 웨스턴 미시간 대학교에 들어가 1932년 학사 학위를 취득하였다. 경제 대공황 중에 학교 교사로 1년을 일하다가 극에 관심을 두기 시작했다.
칼리지로 돌아와 미시간 주립 대학교의 예술 프로그램을 등록하였고 마침내 시카고의 서머 스톡 시어터에서 경력을 쌓기 시작한다. 1950년대 최초의 텔레비전 황금기 시절 뉴욕시에서 텔레비전 경력을 시작했으며 이후 1960년대에 할리우드에서 일하기 시작했다.
로스앤젤레스에서 사망하였다. 사인은 파킨슨병이다.

## 출연 작품
- 브라더 스토리 (1996년)
- 오존 (1993년)
- 기적 만들기 (1992년)
- 엑소시스트 3 (1990년)
- 스트랭글러 (1989년)
- 빅 탑 피-위 (1988년)
- 유령 편지 (1979년)
- 귀향 (1978년)
- 폭소 대소동 (1977년)
- 저승에서 온 딸 (1977년)
- 키드 블루 (1973년)
- 와일드 로버스 (1971년)
- 타겟 (1968년)
- 우정어린 설득 (1956년)

### 텔레비전
- 탐정수첩 (1983년)
- 우리 생애 나날들
- 경찰 초년병 (1972년)
- 월튼네 사람들 (1972년)
- 샌프란시스코 수사반 (1972년)
- 명탐정 바나비 존즈 (1973년)
- 도망자 (1963년)
- 인베이더 - 시리즈 (1967년)
- FBI (1965년)
- 미녀 첩보원 (1985-86, Scarecrow and Mrs. King)